# تامو دالکو
تامو دالکو  یک آهنگ فولکلور صربستانی است که در جزیره یونان کورفو در سال ۱۹۱۶ یاد عقب‌نشینی ارتش صربستان از آلبانی در طول جنگ جهانی اول ساخته شد.
این ترانه پس از جنگ جهانی اول در میان مهاجران صربستان بسیار محبوب شد و حتی در آخرین مراسم ختم نیکولا تسلا مخترع صرب در ویولون پخش شد.

## تاریخچه

### ترانه

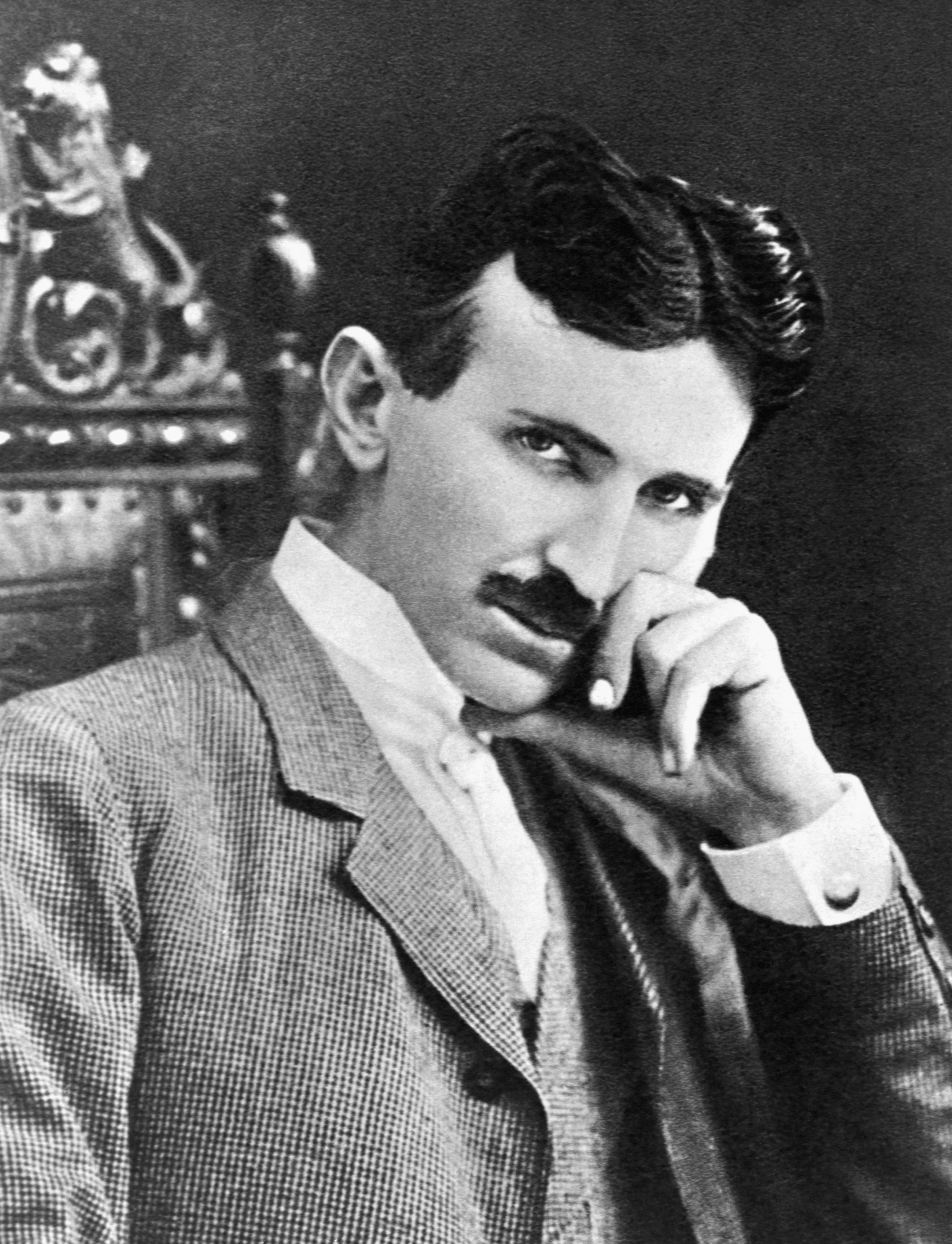
این آهنگ در مراسم خاکسپاری مخترع صرب نیکولا تسلا پخش شده‌است.

1. ↑  Judah 2000, p. 101.
2. ↑  Ramet 2002, p. 36.

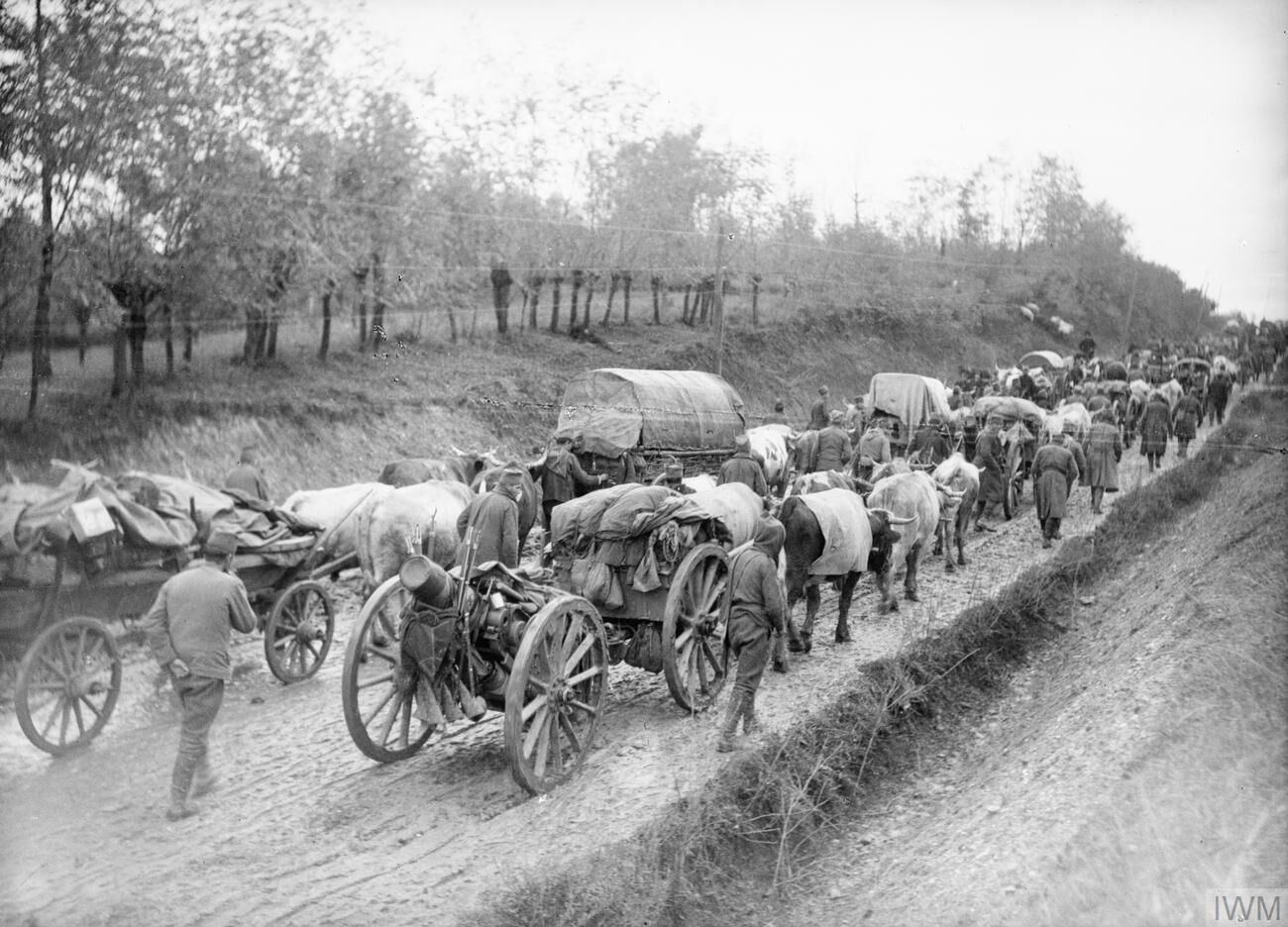
سربازان صربستان در زمستان ۱۹۱۵ از حومه آلبانی عقب‌نشینی می‌کنند.

1. ↑  English: There, Far Away; Over There, Far Away[۱] or There, Afar.[۲]